# McLaren M26
La McLaren M26 fu una vettura di Formula 1 progettata da Gordon Coppuck in monoscocca d'alluminio e spinta dal tradizionale propulsore Ford Cosworth DFV. La M26 che fece il suo esordio in prova nella stagione 1976, ma venne utilizzata nelle stagioni 1977, 1978 e 1979. Nacque per rimpiazzare il modello M23: la M26 era più leggera e più bassa della M23, con un frontale più piccolo e una più stretta scocca. Coppuck iniziò il progetto all'inizio del 1976, con l'obiettivo di introdurlo in gara a metà stagione.
I primi test, svolti da Jochen Mass, fecero emergere dei problemi di raffreddamento, tanto che furono ridisegnati i radiatori per consentire un miglior flusso dell'aria. Dopo le modifiche la M26 fece il suo debutto nelle prove del Gran Premio d'Olanda, sempre con al volante Mass. Si decise però di ridisegnare la zona del musetto, così la vettura non partecipò alla gara e non venne più riproposta in pista nella stagione.

## Carriera agonistica

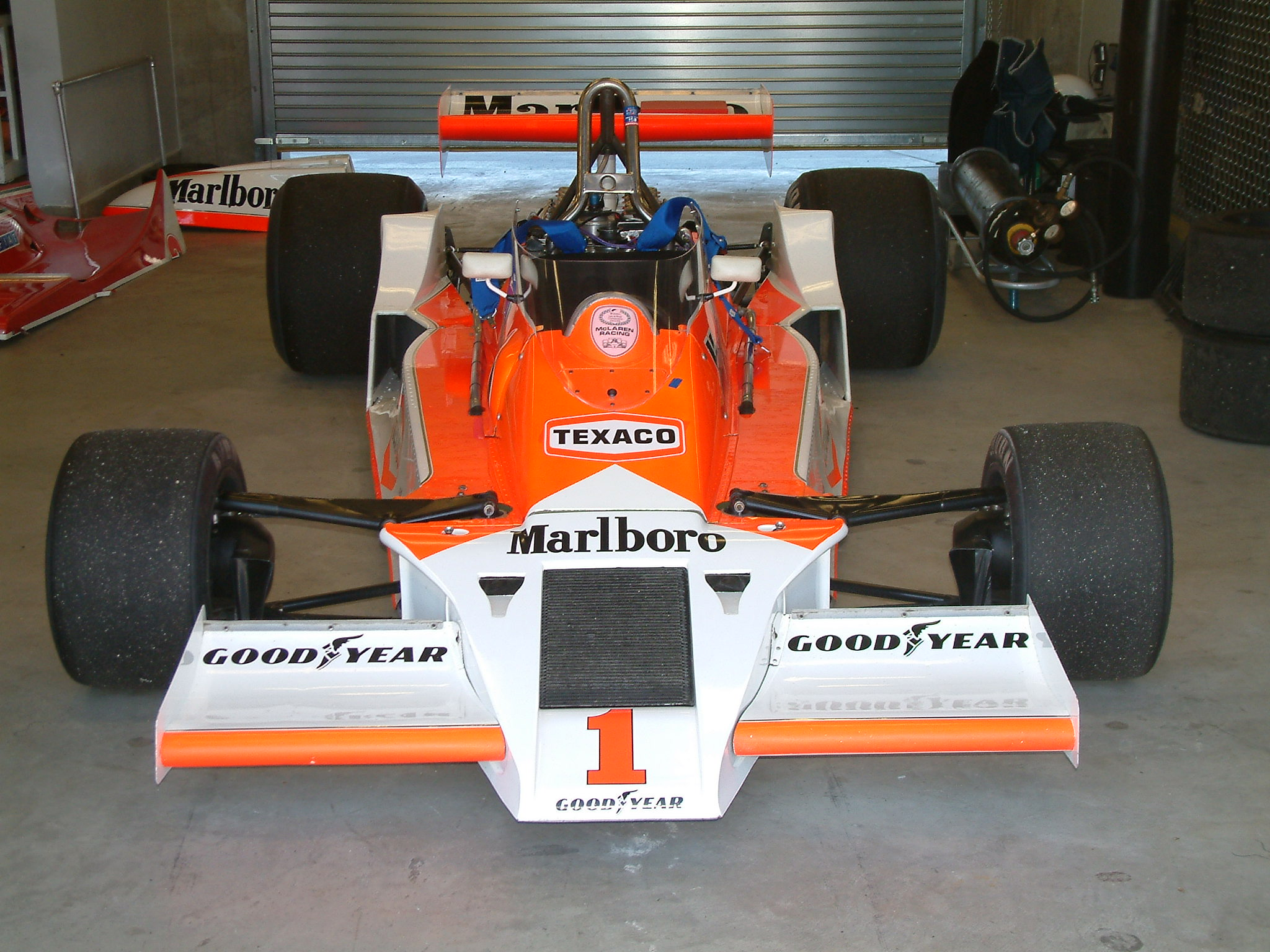
McLaren M26

La vettura, ridisegnata, fece il suo effettivo debutto in gara al Gran Premio di Spagna 1977, guidata dal campione del mondo in carica, James Hunt. Il pilota inglese conquistò il settimo posto in griglia, ma dovette abbandonare per un problema al motore. Nel corso della stagione l'affidabilità della vettura crebbe tanto che Hunt s'impose in ben tre gare (Gran Bretagna, Gran Premio degli Stati Uniti-Est e Giappone), sfiorando la vittoria in Austria e Canada, fermato solo da problemi tecnici. Hunt conquistò anche tre pole (Gran Bretagna, Italia e Stati Uniti-Est), e un giro veloce (sempre in Gran Bretagna). Il compagno di scuderia, Jochen Mass conquistò un terzo posto, due quarti posti e un sesto.
La M26 fu aggiornata per la stagione 1978 e Mass fu rimpiazzato da Patrick Tambay. L'introduzione della rivoluzionaria Lotus 79 fece diventare la M26 presto obsoleta, e i risultati ne risentirono. Hunt conquistò un solo podio basso nel Gran Premio di Francia. Coppuck tentò di ridisegnarla parzialmente per sfruttare l'effetto suolo, ridisegnando anche le sospensioni e aggiungendo piccole ali frontali e posteriori, ma senza risultati di rilievo. L'avvento dell'effetto suolo fu anche il motivo per cui la sua erede, la McLaren M27 che ne era priva, non venne mai portata in gara e Coppuck si concentro sul successivo progetto che incorporasse ab initio tale principio, la McLaren M28. Nel corso della stagione venne iscritta anche una terza vettura, affidata a Bruno Giacomelli, mentre una quarta vettura fu utilizzata dal team privato Liggett Group/B&S Fabrications, con al volante Brett Lunger.
Venne definitivamente abbandonata dopo i primi gran premi della stagione seguente. Fu l'ultima McLaren vincente fino alla stagione 1981 e, in totale, conquistò 86 punti iridati.

## Formula Aurora
Nel 1978 venne impiegata da Brett Lunger in Formula Aurora nella International Whitsuntide Race, corsa a Zandvoort. Ottenne pole position e giro più veloce, mentre la gara fu chiusa al quinto posto.